# M/F Søby-Færgen
 Der er for få eller ingen kildehenvisninger i denne artikel, hvilket er et problem. Du kan hjælpe ved at angive troværdige kilder til de påstande, som fremføres i artiklen.

M/F Søbyfærgen er en dansk færge, der fra 1980 til 22. april 2012 sejlede på overfarten Søby-Fåborg, med hjemsted i Søby. Færgen blev bygget som stykgods- og pallefragtskibet Østbornholm i 1966, til Det Østbornholmske Dampskibsselskab, og blev dette rederis sidste skib. Indtil 1979 sejlede skibet på Bornholms fragtrute med gods. Derefter kom skibet til Søby, hvor det blev ombygget til passagerfærge på Søby Værft. Færgen havde ca. 6 afgange dagligt, og overfartstiden var på 1 time. Færgen var ejet af Ærøfærgerne A/S, der varetager alle ruter fra og til Ærø. I 2012 blev M/F Skjoldnæs indsat. M/F Skjoldnæs sejler i V-sejlads fra henholdsvis Søby til Fynshav og Søby til Fåborg.
M/F Søbyfærgen lå for anker i Marstal Havn, inden det hollandske selskab MobiTrans Beheer BV købte færgen for en million kroner af Ærø Kommune. Det hollandske firma solgte færgen til Kap Verde, hvor den har sejlet siden under navnet Sabo.
- Det Østbornholmske Dampskibsselskab A/S, Neksø - 1966-1979
- Hurtigruten Faaborg-Ærø K/S, Faaborg- 1999-2002
- Det Ærøske Færgetrafikselskab I/S, Ærøskøbing-2002-2006
- Det ÆrøskeTrafikselskab I/S, Ærøskøbing - 2006-2012
- Ærø Kommune, Ærøskøbing - 05.2012-2013
- Kap Verde - 2013-

Den 24. marts 2017 kæntrede færgen under en losning ved kajen i Mindelo Havn på øen Sao Vincente i Kap Verde. Færgen var lastet med containere, gods og to biler - i alt 185 tons, Øjenvidner fortæller, at lasten forskubbede sig efter at de to første containere var losset, og at det var årsagen til, at færgen krængede over. Besætningen nåede i land inden kæntringen, og ingen kom derfor noget til under uheldet.